# 卡珊德拉·該隱
卡珊德拉·凱恩（英語：Cassandra Cain），是DC漫畫中登場的虛構超級英雄，由Kelley Puckett、Damion Scott和Jordan B. Gorfinkel所創作。初次登場於《蝙蝠俠》#567 (1999年7月)。
卡珊德拉是DC漫畫中第三位以蝙蝠女孩身分登場的角色，同時也是蝙蝠俠和前任蝙蝠女孩芭芭拉·高登共同認定的蝙蝠女孩名號繼承者。同時她也是刺客聯盟的頂尖殺手大衛·凱恩和DC漫畫世界觀中公認的最強武術高手西瓦女士的女兒。
《蝙蝠俠之死》事件後她選擇至香港定居，並改用黑蝙蝠名號。

## 人物簡介
刺客聯盟的頂尖殺手大衛·凱恩一直想替聯盟培養出一個最頂尖的殺手，於是他環遊世界各地，意圖尋找出足以擔任最強殺手名號的人。在過程中，他與桑德拉·伍珊相遇，並驚艷於她出色的資質，於是他殺死了桑德拉的妹妹，誘使她前往刺客聯盟，並讓聯盟擒獲了桑德拉。
桑德拉為了追求更強的武術，於是答應其邀請留下，並與大衛結合。之後桑德拉誕下一女後便離開刺客聯盟，自號西瓦女士，而這個被留下的女嬰即是卡珊德拉。
卡珊德拉從小就接受父親大衛·凱恩最嚴格的訓練，這使她有了超越母親的判讀能力，甚至可以閃躲子彈，但代價是喪失了大半的語言能力，使她日後在讀寫方面十分吃力。
大衛·凱恩認為女兒訓練有成後，便派她出去執行一次刺殺任務。當時只有八歲的卡珊德拉成功地完成了父親交付的任務，卻在殺死對方的瞬間讀出了對方臨死前的恐懼，因此驚慌失措的卡珊德拉於是逃跑，自此流浪街頭。
在流浪到高譚市後，她協助當時已經殘廢了的芭芭拉·高登收集情報與物資，並在之後成功協助蝙蝠俠阻止了大衛·該隱和雙面人合作意圖暗殺高登局長的陰謀，因此獲得了蝙蝠俠與芭芭拉的信任，繼任為新的蝙蝠女孩。
蝙蝠俠布魯斯·韋恩在之後更收她為養女，可惜不久後即發生「最終危機」事件，以為蝙蝠俠已死的卡珊德拉在傷心失望下放棄了蝙蝠女孩的身分，並一度下落不明。最後她選擇到香港隱居。之後則接受了第三代羅賓蒂姆·德雷克的勸說，以黑蝙蝠的身分開始在香港行動。
卡珊德拉是唯一能只用武術就擊敗DC漫畫世界觀裡最強的武術高手西瓦女士的人，也是蝙蝠俠少數認為光憑武術無法正面將其擊敗的人。
在DC重生中以新英雄身份“孤兒”加入蝙蝠家族， 並更改了曾身為蝙蝠女孩的設定。

## 能力
在父親大衛·凱恩的嚴格訓練下，卡珊德拉有著人類巔峰的體能，並精通武術和刺客聯盟的殺人技巧。在小時候接受父親指派殺人後，因為讀出了對方的恐懼，之後她便決心不再重蹈覆轍，並把這些技巧發揮到即使使出也只是恰到好處的擊倒對手的精準程度。
在父親對她從小就開始的訓練後，卡珊德拉能透過肢體的些微動作或表情判讀出對方的下一步行動和情感變化，使她能夠先發制人，這方面甚至在同樣有此技巧的母親西瓦女士之上；但代價就是語言與讀寫能力都被此給佔用，但在芭芭拉等人耐心的教導下，她已能說出一些簡單的詞彙和看懂一定程度的文章。

## 其他媒體

### 電影
- DC擴展宇宙
  - 《猛禽小隊》（2020）：由艾拉·傑伊·巴斯科（Ella Jay Basco）飾演卡珊德拉·凱恩[4]。

### 電子遊戲
- 《超級英雄：武力對決》：為手機版專屬角色，以蝙蝠女孩身分登場。

## 相關角色
- 貝蒂·凱恩：漫畫白銀時代以蝙蝠女孩身分登場。
- 芭芭拉·高登：第一任蝙蝠女孩。
- 女獵手（海倫娜·伯廷莉）：第二任蝙蝠女孩，最開始時登場如此自稱，但未得到蝙蝠俠或芭芭拉的認可。
- 史蒂芬妮·布朗：卡珊德拉放棄蝙蝠女孩名號後，繼承了蝙蝠女孩名號的人。